# 티에스넥스젠
주식회사 티에스넥스젠(TS Nexgen Co. Ltd.)은 대한민국의 발전설비 기업이다. 본사는 서울특별시 강남구 언주로 527 3층(역삼동, 강남텔레피아빌딩)에 위치해 있으며 대표이사는 이형승이다.

## 역사
- 1995년 07월: 텔넷코리아㈜로 법인 설립
- 2001년 07월: 한국거래소 KOSDAQ 시장 주권등록
- 2007년 08월: 소규모 흡수합병 - ㈜유비컴
- 2015년 08월: 소규모 흡수합병 - ㈜커머스
- 2016년 10월: 사명 변경 : ㈜유아이엠엔터 → 에이치엘비파워㈜
- 2017년 01월: 소규모 흡수합병 - ㈜삼광피에스
- 2021년 07월: 최대주주 변경 : 티에스 제1호조합 외 1인
- 2022년 03월: 사명 변경 : 에이치엘비파워㈜ → ㈜티에스넥스젠
- 2022년 08월: ㈜티에스셀메디 소규모합병[4]

## 참고문헌
1. ↑  HLB테라퓨틱스, 티에스넥스젠, 국제약품 등, 인포스톡데일리, 2024.03.22
2. ↑  <코>티에스넥스젠, 장중 신고가 돌파.. 1,180→1,185(▲5), 서울경제, 2024-03-29
3. ↑  티에스넥스젠, -4.81% VI 발동, 조선비즈, 2024.04.03
4. ↑  IR자료 티에스넥스젠